# 故人
| ウィキペディアには「故人」という見出しの百科事典記事はありません（タイトルに「故人」を含むページの一覧/「故人」で始まるページの一覧）。 代わりにウィクショナリーのページ「故人」が役に立つかもしれません。 |